# 펠로폰네소스 전쟁사

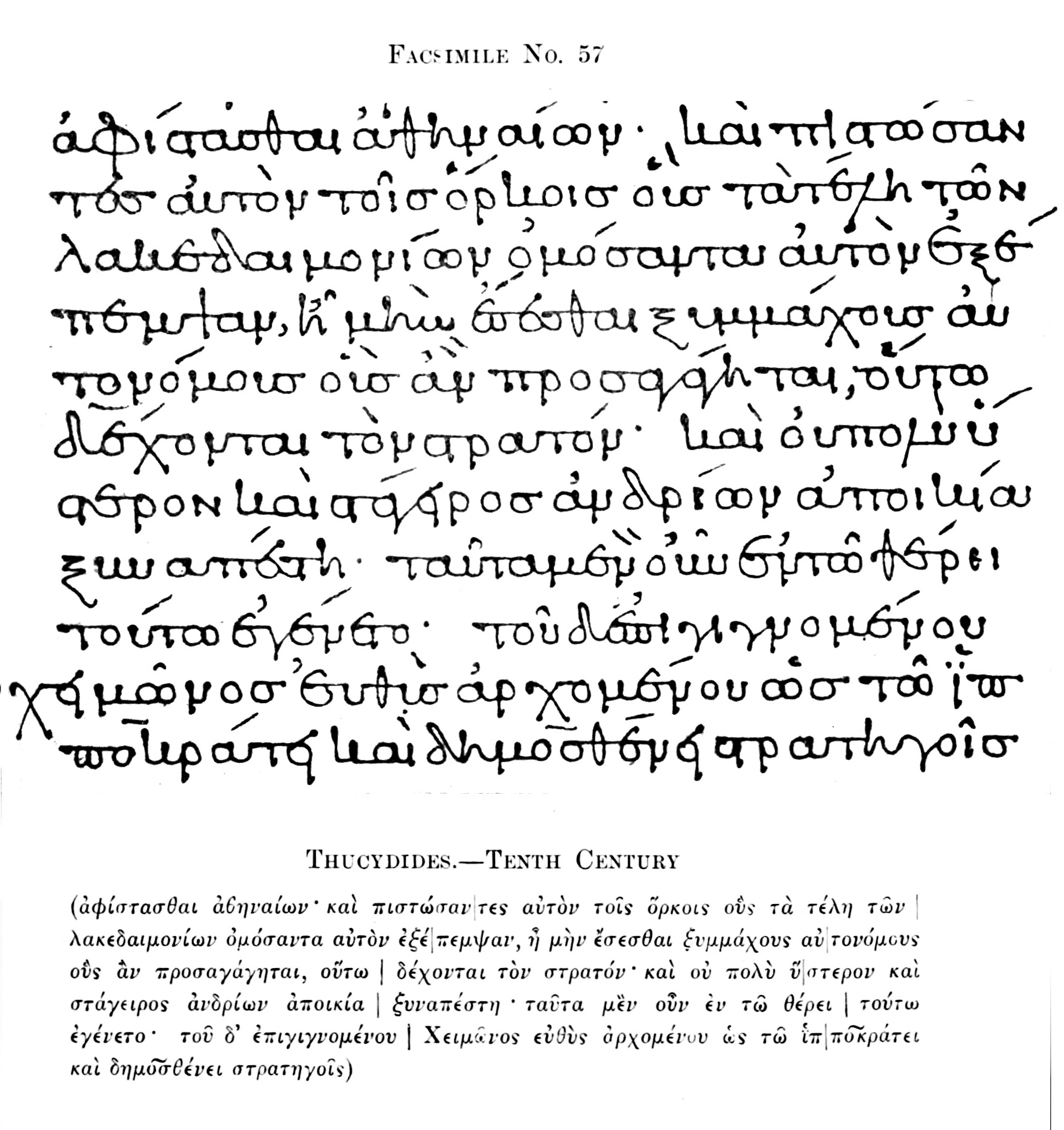
10세기 필사된 원고인 투키디데스의 History.

《펠로폰네소스 전쟁사》(그리스어: Ιστορία του Πελοποννησιακού Πολέμου)는 8권으로 된 투키디데스의 역사서이다. 스파르타와 아테네가 그리스를 양분하여 서로 싸운 펠로폰네소스 전쟁을 기술한 이 역사서는 기원전 411년까지의 사건만을 기록한 채 미완성 작품으로 전해진다. 문체는 이 책의 약 4분의 1을 점하고 있는 연설 가운데서 가장 뛰어난 모습을 보여주고 있다. 대조법과 같은 당시의 수사학 영향을 받으면서도 자신만의 독특한 문체를 창출해 내고 있다. 하나하나의 문장은 사상이 지나치게 응집되어 추상적 문구의 지나친 사용과 함께 때때로 난해한 흠이 있으나 사색의 발자취가 그대로 문장에 남아 있다는 점에 투키디데스 문체의 독특한 매력을 찾아 볼 수 있다.

## 내용
아테네의 융성과 쇠퇴, 펠로폰네소스 전쟁(기원전 431년 - 기원전 404년)의 경과를 기록한 이 책은 전 8권으로 구성되어 있다. (마루케리노스의 《투키디데스 전》에 의하면 13권으로 나눈 사람도 있지만, 8권 .분류도 많이 보인다). 또한 이 제목은 후세에 붙여진 것이며, ‘역사’, ‘펠로폰네소스 전쟁사’라고도 불린다. 이 책은 객관적이고, 실증적인 서술로 알려져 있으며, 이야기 서술인 헤로도토스의 《역사》(히스토리아)와 대비되는 경우가 많다. 이 책의 곳곳에 나타나는 정치인과 장군들의 연설도 큰 특징 중 하나이다.
투키디데스는 펠로폰네소스 전쟁이 그리스 세계를 뒤흔들 대전으로 발전한다고 생각하고, 그 기록을 남겨서 후세의 사람들이 비슷한 상황에 직면했을 때 이 기록(그러므로 전사로 불리는)을 교훈으로 잘 살릴 수 있도록 집필했다고 서문에서 말하고 있다.
‘펠로폰네소스 전쟁사’는 펠로폰네소스 전쟁의 전체 역사를 설명하는 것이었지만, 기원전 411년의 기록을 습득하다가 갑자기 중단되어 미완성이 되었다. 또한 집필 연대에 대해 단번에 쓴 글과 조금씩 쓰면서 모은 글이 같이 있으며, 투키디데스는 기원전 395년에 죽었기 때문에 중단된 부분을 직접 연결하는 글은 현재의 연구에서는 다뤄지지 않았다.
집필 작업은 철학자 소크라테스의 제자 크세노폰에 인계되어 기원전 411년 이후의 역사는 《헬레니카》(고대 그리스어:  Ἑλληνικά , Hellenica)에 정리한 것으로, 펠로폰네소스 전쟁의 기술은 완결되었다.

## 구성
- 1권 : 펠로폰네소스 전쟁의 배경 기원전 432년까지
- 2권 : 기원전 431년부터 기원전 429년까지
- 3권 : 기원전 428년부터 기원전 425년까지
- 4권 : 기원전 425년부터 기원전 423년까지
- 5권 : 기원전 422년부터 기원전 416년까지
- 6권 : 기원전 416년부터 기원전 414년까지
- 7권 : 기원전 414년부터 기원전 413년까지
- 8권 : 기원전 413년부터 기원전 411년까지